# Rigaud, Québec
Rigaud är en stad (kommun av typen ville) och tätort (centre de population) i provinsen Québec i Kanada. Den ligger i regionen Montérégie, i den sydöstra delen av landet, 110 km öster om huvudstaden Ottawa.